# Hemorrhois hippocrepis
Il colubro ferro di cavallo (Hemorrhois hippocrepis Linnaeus, 1758), anche detto colubro sardo, è un serpente della famiglia dei colubridi diffuso nei paesi attorno al mar Mediterraneo occidentale.

## Descrizione
La specie può raggiungere i 150 cm, talvolta li supera abbondantemente con lunghezze record, sfiorando i 170 cm (maschio) e 180 cm (femmina). Si tratta di un animale molto slanciato, con testa chiaramente distinta dal tronco, e dotata di occhi relativamente grandi, con la pupilla rotonda. Sul colore di fondo verde oliva e giallastro, o anche bruno-rossastra, spiccano, sul dorso, delle chiazze tondeggianti di colore scuro, bordate di nero (spesso sono chiazze completamente nere), non riscontrabili in altre specie, che possono far apparire il serpente in prevalenza nerastro. Inoltre, anche sui fianchi sono presenti, in scala minore, delle punteggiature scure, mentre ancora, il ventre è giallastro tendente all’arancione. Il capo presenta 2-4 barre scure trasversali che assumono la forma di un ferro di cavallo.
Come altri colubridi del genere dei serpenti frusta paleartici a cui appartiene, possiede delle zanne modificate nel posteriore del mascellare collegate alla ghiandola di Duvernoy, che secerne un blando veleno destinato a sopprimere le prede di cui si nutre. Tale siero è praticamente innocuo sull'uomo e i grossi mammiferi

## Distribuzione e habitat
Si trova in Marocco, Algeria, Tunisia, Portogallo, Gibilterra, Spagna ed Italia.
In Italia vive sull'isola di Pantelleria e nella Sardegna centro-meridionale, dove è raro.
Vive in zone aride e rocciose: macchia mediterranea, pianure costiere, pascoli, vigneti, oliveti e aree rurali.

## Sottospecie
Sono riconosciute 2 sottospecie:
- Hemorrhois hippocrepis hippocrepis (Linnaeus, 1758)
- Hemorrhois hippocrepis nigrescens (Cattaneo, 1985) - Pantelleria

## Minacce e conservazione
È danneggiato localmente dagli investimenti di autoveicoli. In Nordafrica è a volte utilizzato dagli incantatori di serpenti.
È inserito nell'Allegato II della Convenzione di Berna.